# 17126 Sophiawang
17126 Sophiawang è un asteroide della fascia principale. Scoperto nel 1999, presenta un'orbita caratterizzata da un semiasse maggiore pari a 2,758373 UA e da un'eccentricità di 0,074116, inclinata di 5,940461° rispetto all'eclittica. Ha un diametro di 7,054 km.